# Valdenuño Fernández
Valdenuño Fernández község Spanyolországban, Guadalajara tartományban. Valdenuño Fernández Galápagos, El Casar, El Cubillo de Uceda, Viñuelas és Fuentelahiguera de Albatages községekkel határos. Lakosainak száma 332 fő (2024).

## Népesség
A település népessége az utóbbi években az alábbiak szerint változott:
| Lakosok száma | 165  | 209  | 242  | 286  | 286  | 270  | 272  | 257  | 299  | 332  |
|               | 2001 | 2004 | 2006 | 2009 | 2011 | 2014 | 2016 | 2019 | 2021 | 2024 |